# Corinth (Virginia Occidental)
Corinth es un área no incorporada ubicada dentro del Distrito Cuarto, una división civil menor del condado de Preston, Virginia Occidental, Estados Unidos. Está catalogada como un asentamiento humano por la Junta de Nombres Geográficos de los Estados Unidos.
El número de identificación (ID) asignado por el Servicio Geológico de Estados Unidos es 1537687.

## Geografía
Se encuentra a una altitud de 753 metros sobre el nivel del mar (2471 pies) según el conjunto de datos de elevación nacional.